# Magyarország és Svédország kapcsolatai
A két, egymástól távol élő nép kapcsolatai a történelmi időkben, egészen a 20. századig kevés kivétellel távoliak és esetlegesek voltak. Az 1900-as években jelentősebb kulturális és gazdasági kapcsolatok jöttek létre a két ország között. A 21. században kapcsolataink az Európai Unió keretében fejlődtek tovább.

## Korai kapcsolatok

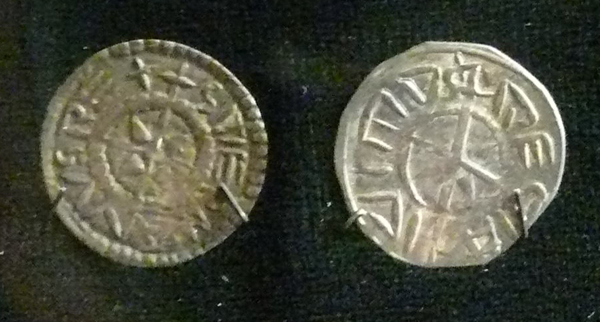
Szent István dénárja

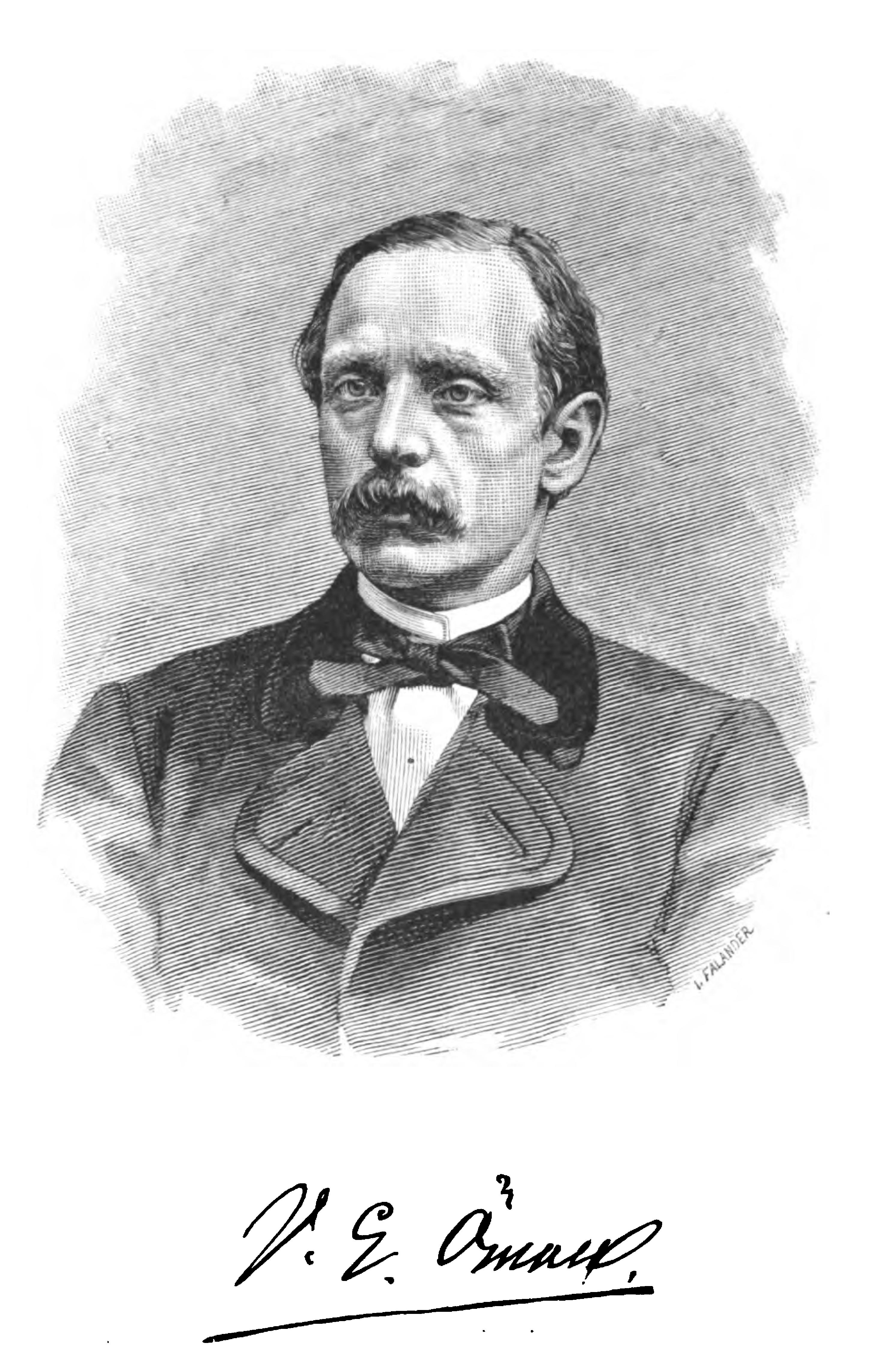
Viktor Emanuel Öman, Petőfi korai fordítója

A magyar és a svéd államalapítás történelmileg azonos időszakban zajlott le, de Svédország jóval később kezdett el saját pénzt verni, mint Magyarország. Ennek következtében a külföldi ezüst- és aranypénzeket használó svéd gazdaságban korán felbukkantak I. István magyar király jó minőségű ezüstérméi.
Az első személyes kapcsolatok körében említhető Könyves Kálmán normann felesége, Felicia, I. Roger szicíliai gróf lánya, mivel a viking eredetű normann népességben sokan a mai Svédország területéről származtak.
A nemzetközileg is ismert Svéd Szent Brigitta kultusza Magyarországra is eljutott. Gordovai János 1444-ben lemásolta művét, az Elmélkedéseket. Ennek nyomán a magyarországi kódexek hosszú sora ismertette a vadstenai kolostor alapítójának életét, imádságait és eszméit.
A 16. században a független Erdély és Svédország, a korabeli nagyhatalom között szorosabb politikai kapcsolatok is létrejöttek. Bethlen Gábor feleségül vette II. Gusztáv Adolf svéd király feleségének a testvérét, Brandenburgi Katalint. A két ország érdekei a Habsburg-ellenes törekvésekben és a lengyelországi politikájukban találkoztak.
Gusztáv Adolf követe Gyulafehérvárott Paul Strassburg volt, aki megirta a fejedelem életrajzát is. Gusztáv Adolf lánya, Krisztina svéd királynő trónra lépése után szívélyes hangú levélben köszöntötte szövetségesét, követnek pedig az erdélyi származású svéd ezredest, Orbay Andrást küldte II. Rákóczi György  erdélyi fejedelem udvarába.}
Egy nemzetközi gyűjtés nyomán svéd polgárok is hozzájárultak a híres késmárki fatemlom építéséhez.
Jó politikai, diplomáciai kapcsolatok alakultak ki II. Rákóczi Ferenc és XII. Károly svéd király között. A svéd király a poltavai csatában elszenvedett veresége után Törökországba menekült. Seregének kis része, mintegy félezer harcos részt vett a Rákóczi-szabadságharcban. Az 1710-es romhányi csatában harcolt svédek hősiességét svéd nyelvű emléktábla örökíti meg a helyszínen.
XII. Károly öt évig élt Törökországban, és az 1714-es, Erdélyen és Budán át a legendás lovasúton végrehajtott hazatéréséig az összeköttetést Svédországgal Magyarországon keresztül tartotta fenn. Brassóban, a nyugat-európai posta akkori végállomásán gyakran megfordultak svéd tisztek. A szászhermányi evangélikus templom oltárát és orgonáját az ő adományaikból állították fel.
1834-ben a pozsonyi Fillértár című folyóirat első száma hosszabb színes írást tett közzé a svédekról.
Az 1848-as szabadságharc támogatására több svéd önkéntes utazott hazánkba. Carl Vestberg svéd hadnagy, Görgey huszárkapitánya tudósításokat is küldött hazájába, amik nyomán a Nya Skånska Correspondenten című lap kiáltványt közölt a magyar ügy érdekében a nemzetközi közvélemény felrázása érdekében. Név szerint ismert még Fredrik Kroog, Gustav Daehlberg és egy Igelström nevű harcos is, akik más svédekkel együtt végigküzdőtték a magyar szabadságharcot. A svéd lapok, köztük az akkori legnagyobb (és a 21. században is a vezető orgánumok közé tartozó) Aftonbladet sűrűn beszámoltak a magyarországi hadi helyzetről.
A szabadságharc bukása után a svéd közvélemény örömmel fogadta Kossuth Lajos kiszabadulását törökországi fogságából. Az Aftonbladet ekkor külön lenyomatban közölte Kossuth francia nyelvű köszönetét a nemzetközi támogatásért. A korabeli svéd sajtóban már gyakran jelentek meg a magyar népről, az országról szóló írások.
A szabadságharc nyomán Petőfi Sándor költészete is ismertté vált Svédországban. Először egy Ekeblad nevű mecénás publikálta néhány költeményét, amit németből fordítottak, és maga is írt egy verset Görgei Artúrról. Viktor Emanuel Öman svéd költő már a magyar eredeti alapján dolgozott, és fordításai igen színvonalasok voltak.
A 19. században több neves magyar nyelvész is végzett kutatómunkát Svédországban, így Reguly Antal, Hunfalvy Pál, Halász Ignác, majd később Gombocz Zoltán; tevékenységüket a svédek is számon tartották. A századforduló körül Karl Bernhard Wiklund professzor foglalkozott Svédországban a magyarság nyelvével és őstörténetével. Munkásságát Björn Collinder folytatta.

## 20. század
Leffler Béla az első világháború előtt telepedett le Stockholmban, és aktívan tevékenykedett a két ország közötti kulturális kapcsolatok fejlesztéséért. Lotz János az 1930-ban a stockholmi egyetemen alapitott magyar intézet igazgatója volt éveken át.
Számos jelentős magyar tudós tevékenykedett rövidebb-hosszabb ideig Svédországban, köztük Riesz Marcell, Mansfeld Géza, Beznák Aladár, a Nobel-díjas Békésy György. Magyarországon is tett látogatásokat több neves svéd tudós, mint Hugo Theorell, Herbert Olivecrona, aki később Karinthy Frigyest is megoperálta. Az eseményt az író Utazás a koponyám körül című művében örökítette meg.
Az irodalmi kapcsolatokat megalapozó jelentős műfordítók sorát Győry Vilmos nyitotta meg 1882-ben svéd költők, köztük Esaias Tegnér fordításával. Kosztolányi Dezső is fordított svéd műveket. A svéd irodalom legismertebb magyar fordítói Hajdu Henrik, Balogh Barna, Márchis György, Bernáth István, Lontay László. A magyar irodalom legjelentősebb svédországi fordítója Thinsz Géza volt.
A második világháború idején Budapesten önfeláldozó embermentő tevékenységet végeztek Raoul Wallenberg és Langlet Valdemar svéd diplomaták.
A háború után Artur Lundkvist neves svéd író többször is ellátogatott Magyarországra.

## Gazdasági kapcsolatok
Szervezett gazdasági kapcsolataink a 19. század végén alakultak ki. Svédország és az Osztrák–Magyar Monarchia 1873-ban kötötte meg első kereskedelmi szerződését. 1928-tól a két fél érvényesítette az egymás közötti kereskedelemben a legnagyobb kedvezmény elvét. A forgalom összetétele elég egyhangú volt, a magyar exportban a konzerv, a svédben a gyufa dominált. Weiss Manfréd Svédországban is létrehozott egy konzervgyárat. A világhírű Bofors légvédelmi ágyúk lőelemképzőit magyar mérnökök alkották.

## A diplomáciai kapcsolatok alakulása

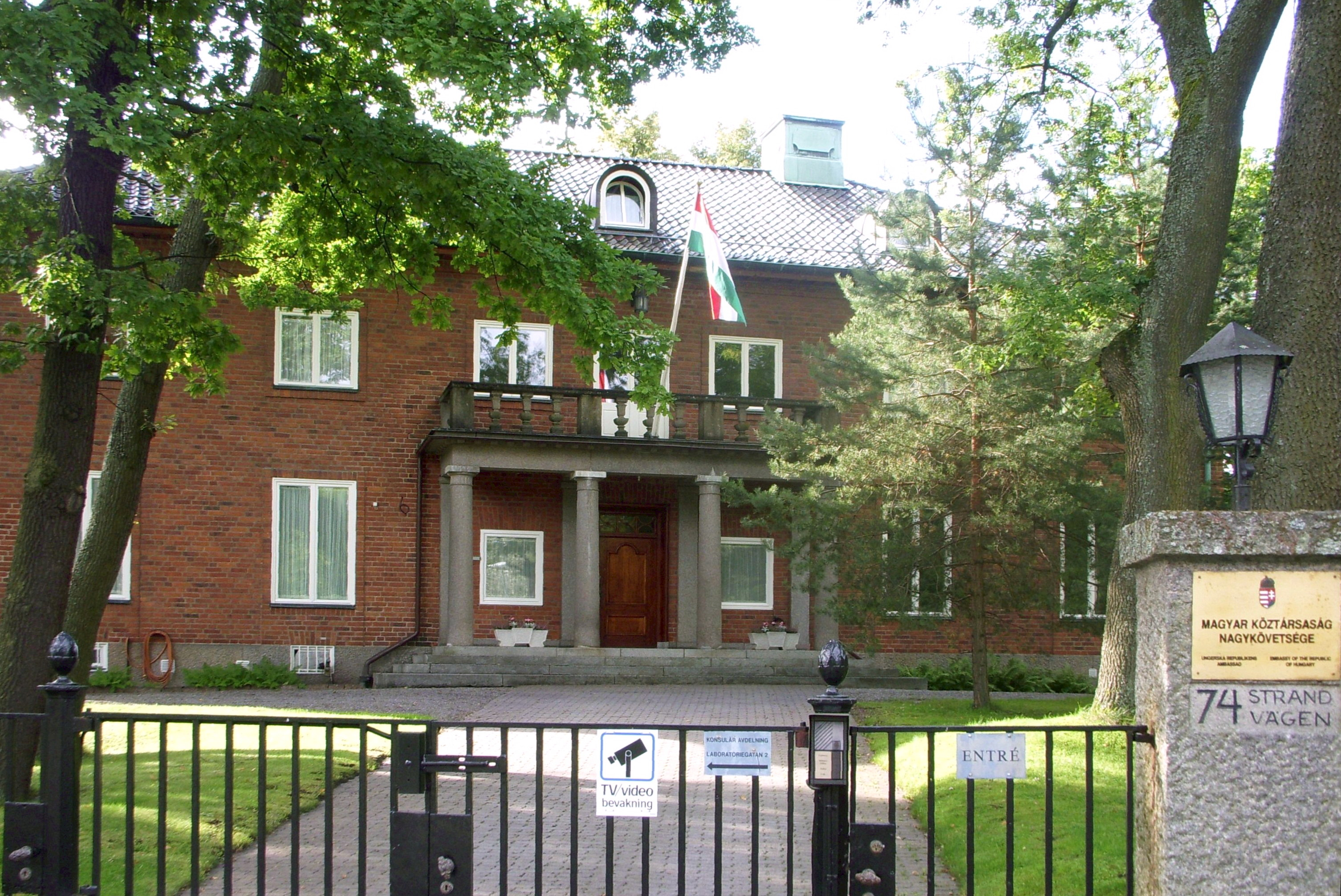
Magyarország stockholmi nagykövetsége 2008-ban

A kétoldalú diplomáciai kapcsolatokban az első budapesti svéd ideiglenes ügyvivő 1945. december 28-án adta át megbízólevelét. A magyar követség 1946 elején kezdte meg működését Stockholmban. A diplomáciai kapcsolatok szintjét 1964. február 4-ével követiről nagyköveti szintre emelte a két fél.
1971-ben új nagykövetségi épületet vásárolt Magyarország, és a képviselet 1972-ben a Torstenssonsgatan 4. alatti bérház egyik emeletéről a Strandvägen 74. szám alá, a Villa Gumælius nevű épületbe költözött. (A cím utcanév-változtatás miatt később Dag Hammarskjölds väg 10-re változott.)
A magyar-svéd viszony a magyarországi rendszerváltást követően lendületes fejlődésnek indult. A svéd királyi pár 1991. májusi magyarországi látogatását, a magyar köztársasági elnök 1996. októberében viszonozta.
Medgyessy Péter miniszterelnök 2002. december 10-én tett hivatalos látogatást Stockholmban és 2004. január 23-án látta vendégül svéd partnerét. Egy nemzetközi konferencia 2004. októberi ülésére ismét Budapestre érkezett a svéd kormányfő, s megbeszélést folytatott Gyurcsány Ferenc miniszterelnökkel. 
Ugyancsak 2004. októberében került sor Viktória svéd trónörökös magyarországi látogatására. Élénk a parlamentek közötti kapcsolattartás is.
A 2003. szeptember 10-én meggyilkolt Anna Lindh svéd külügyminiszter gyászszertartásán Kovács László külügyminiszter képviselte hazánkat. A Külügyminisztérium javaslatára a Fővárosi Közgyűlés emlékművet állított a svéd külügyminiszternek, aminek felavatására 2004. május 28-án került sor a Városligetben.
2004-ben "Svédületes! - Svéd-Magyar Randevú 2004" címmel rendezvénysorozat megrendezésére került sor Magyarországon, aminek keretében a svéd fél kormányzati és vállalati forrásból kulturális, gazdasági és kutatási, valamint regionális-testvérvárosi rendezvényeket szervezett.
A svéd hadsereg főparancsnoka, Håkan Syrén meghívására 2006. február 1-3. között Havril András vezérezredes, vezérkari főnök tett svédországi látogatást.
Az 1956-os forradalom és szabadságharc 50. évfordulója alkalmából rendezett megemlékezésen Svédországot Maud Olofsson miniszterelnök-helyettes, gazdasági miniszter képviselte.
Közép-európai körútja keretében Fredrik Reinfeldt svéd kormányfő 2008. november 6-án rövid munkalátogatást tett Budapesten. Megbeszélést folytatott Gyurcsány Ferenc miniszterelnökkel, s fogadta őt Sólyom László köztársasági elnök. Programja részeként előadást tartott a Corvinus Egyetemen a svéd reformokról.
A kapcsolatok fontosabb kulturális jellemzői
Említést érdemel a 2000 októberében a NKÖM és a magyar nagykövetség támogatásával Gävleben rendezett Magyar Hét.
Magyarország és Svédország kapcsolatai jelentősen megromlottak 2022, az Ukrajna elleni orosz agresszió után. Svédország e háború nyomán (Finnországgal együtt) átértékelte hagyományos semlegességi politikáját és kérte felvételét a NATO-ba. Magyarország egyedüliként, fontos szövetségesei kérése ellenére, több mint egy éven át akadályozta Svédország felvételét a védelmi szervezetbe. A budapesti német nagykövet 2024. október 3-án, a német egység napja alkalmából elmondott beszédében ezt a magyar kormány színjátékának nevezte.

## Kulturális kapcsolatok

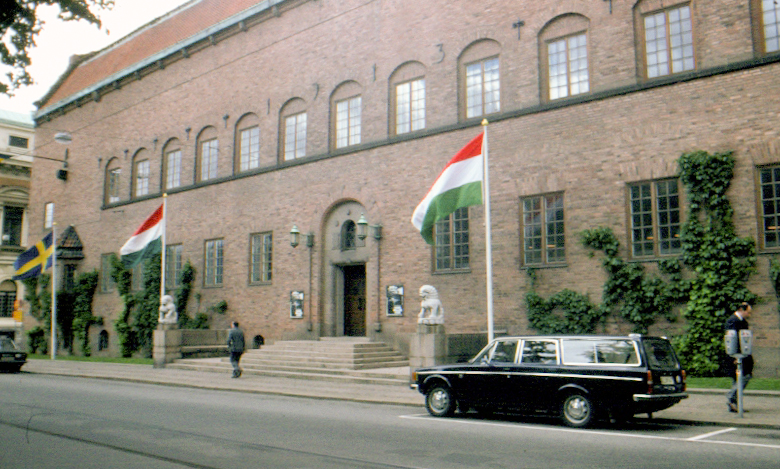
A göteborgi Röhss Múzeum magyar zászlódíszben a Nemzeti Múzeum 1975-ös vendégkiállítása alkalmából

1975-ben a göteborgi Röhss Múzeum adott helyet a Magyar Nemzeti Múzeum Hunok–germánok–avarok című kiállításának, amit Bóna István vezetésével hoztak létre és mutattak be több országban. A göteborgi kiállítást Molnár Sándor svédországi magyar kulturális attasé nyitotta meg svéd nyelvű beszéddel.
A magyar oktatási tárca és a Svenska Institutet között megállapodás van érvényben a tudományos és oktatási ösztöndíjas-cseréről. A svéd állami felsőoktatás keretében jelenleg az uppsalai és a lundi egyetemen folyik a magyar nyelv oktatása.
2002-ben Kertész Imrének ítélték oda az irodalmi Nobel-díjat. A díj átadásán jelen volt Medgyessy Péter miniszterelnök. Az író volt a 2003. szeptemberi göteborgi nemzetközi könyvvásár díszvendége.
2004 februárjában a Budapest Klezmer Band fellépései kirobbanó sikert arattak Stockholmban és Malmőben,  májusban pedig a hazánk EU-csatlakozása alkalmából rendezett rendezvénysorozat keretében adtak nagy sikerű koncerteket a magyar populáris (Princess) és komoly (Ránki Dezső - Klukon Edit) zene képviselői. A 2004. novemberi Stockholmi Filmfesztiválon Antal Nimród Kontroll című filmjét vetítették az ifjú filmeseket bemutató szekcióban. 2006-os Göteborgi Filmfesztivál magyar meghívottja pedig a Nyócker című film volt.
A Svéd Királyi Zeneakadémia 2004-re Ligeti Györgynek ítélte a rangos Polar Music Prize-t. A díjat 2004 májusában ünnepélyes keretek között XVI. Károly Gusztáv svéd király adta át.
A Magyar Tudományos Akadémia széles körű együttműködést folytat négy svéd tudományos akadémiával: a Svéd Királyi Tudományos Akadémiával 1972 óta, a Királyi Műszaki Akadémiával (Kungliga ingenjörsvetenskapsakademien) 1972 óta, az irodalom- és történettudományokkal foglalkozó, az irodalmi Nobel díjat odaítélő Svéd Akadémiával (1990 óta), valamint a Királyi Mezőgazdasági és Erdészeti Akadémiával (Kungliga skogs- och lantbruksakademien, 1997 óta), valamint a Svéd Társadalomtudományi Kutatási Tanáccsal (1985 óta).

## Fontosabb kétoldalú egyezményeink
- Vízummentességi megállapodás (1985)
- Kettős adóztatást kizáró megállapodás (1986)
- Beruházás-védelmi megállapodás (1987)
- Idegenforgalmi egyezmény (1991)
- Vám-együttműködési megállapodás (1992)
- Katonai titokvédelmi megállapodás (1995)
- Szervezett bűnözés és kábítószer-kereskedelem elleni közös rendőri fellépésről szóló megállapodás (1997)
- A JAS 39 Gripen típusú repülőgépek bérletével kapcsolatos Egyetértési Nyilatkozat (2001)
- Megállapodás a JAS 39 Gripen repülőgépek és támogató rendszerek bérlete, valamint a kapcsolódó szolgáltatások tárgyában (2001, módosítva 2003)
- Megállapodás a Magyar Köztársaság Kormánya és a Svéd Királyság Kormánya között a védelmi együttműködésről (2005)